# افتتاحية برتغالية
الافتتاحية البرتغالية هي افتتاحية تبدأ بالنقلات:
1. e5 e4
2. Bb5

## اختلافها عن الروي لوبيز
وهي افتتاحية غير مشهورة وعكس افتتاحية روي لوبيز (Bb5.3 Nc6 Nf3.2 e5 e4.1) يتم تأخير Nf3 والإبقاء على إمكانية لعب النقلة f4. وسلبيتها غياب الضغط على e5 ما يجعل الأسود حرا في نقلاته، كما أن تحريك الفيل إلى b5 يمكن من طرده عبر النقلة c6 واللعب على السيطرة على المركز، وهذا يسمح للأسود بأخذ المبادرة.

## تفرعات
إن رد الأسود بالنقلة يمكن للأبيض لعب الغامبت 3.d4،  أما إن رد بالنقلة 2...Nc6 يمكن للأبيض التحول إلى روي لوبيز، غير أن أفضل رد للأسود هو 2...c6 وطرد الفيل ثم تتواصل المباراة بالنقلات 3.Ba4 ثم 3...d4 أو (Nf6).
أشار غراهام بورغس أنها تبدو مثل روي لوبيز حيث نسي الأبيض لعب 2.Nf3. غير أن الافتتاحية البرتغالية ليست سيئة كما يبدو من الوهلة الأولى وعلى الأسود اللعب بحذر. 

## روابط خارجية
- افتتاحية البرتغال على موقع chess.com